# Carl Norden
Carl Lucas Norden, né le 23 avril 1880 à Semarang et mort le 14 juin 1965 à Zurich, né Carel Lucas van Norden, est un ingénieur néerlando-américain qui a inventé le viseur de bombe Norden.

## Biographie
Carl Norden nait à Semarang, sur l'île de Java le 23 avril 1880. Son père meurt en 1885 et la famille retourne alors aux Pays-Bas avant de s'installer à Dresde. En 1896, il entre en apprentissage dans une entreprise d'usinage suisse puis entre à l'École polytechnique fédérale de Zurich. Diplômé en ingénierie mécanique, il émigre aux États-Unis en 1904.
Après avoir travaillé pour la Worthington Pump and Machine Company puis pour la JH Lidgerwood Manufacturing Company, il intègre la Sperry Gyroscope Company en 1911. Avec Elmer Ambrose Sperry, Carl Norden travaille sur les premiers gyrostabilisateurs pour les navires américains et est reconnu pour ses contributions au matériel militaire. En 1915, il quitte Sperry pour créer sa propre entreprise tout en continuant de travailler avec Sperry jusqu'en 1917. Il dépose plusieurs brevets sur des systèmes de contrôle permettant le lancement de torpilles aériennes depuis des navires et développe pour l'United States Navy des bombes volantes, des avions cibles radiocommandés, ainsi que les catapultes et les dispositifs d'arrêt utilisés sur les porte-avions,. Ce dispositif est mis en œuvre sur les porte-avions Saratoga et Lexington en 1928.
En 1921, il commence à travailler sur le viseur de bombe Norden pour l'United States Navy. Un prototype est disponible en 1923 et le premier viseur de bombardement, contenant un ordinateur analogique, est produit en 1927. Associé avec Theodore H. Barth, il crée l'entreprise Carl L. Norden, Incorporated en 1928, et travaille à Zurich alors que Bath assemble les pièces aux États-Unis. La marine américaine s'avère enthousiaste après les premiers essais et en commande quarante en 1931,. Les bombardiers sont formés dans le plus grand secret à son utilisation. L'appareil est utilisé pour larguer des bombes à partir d'avions volant à haute altitude, avec une précision suffisante pour atteindre un cercle de 30 mètres depuis une altitude de 6 400 mètres mais, dans la pratique, le viseur n'a jamais eu cette précision,. 43 292 viseurs Norden sont produits jusqu'en septembre 1945.
Carl Norden rentre en Suisse après la fin de la Seconde Guerre mondiale et meurt le 14 juin 1965 à Zurich,.

## Postérité
Carl Norden reçoit la Médaille Holley de l'American Society of Mechanical Engineers en 1944. Il est intronisé au National Aviation Hall of Fame en juillet 1994. Son travail sur l'invention du viseur Norden est  présenté dans le livre de Malcolm Gladwell, The Bomber Mafia.